# Акинола, Айо
Грант «Айо» Джизус-Султан-Акинола Огундиму (англ. Grant "Ayo" Jesus-Sultan-Akinola Ogundimu; род. 20 января 2000, Детройт, Мичиган, США) — канадский и американский футболист, нападающий клуба «Виль» и сборной Канады.

## Клубная карьера
Акинола — воспитанник клуба «Торонто». В 2016 году он начал привлекаться к матчам «Торонто II» в USL. 18 декабря 2017 года «Торонто» подписал с Акинолой контракт по правилу доморощенного игрока. 5 июля 2018 года в матче против «Миннесота Юнайтед» он дебютировал в MLS. 17 марта 2019 года в поединке против «Нью-Инглэнд Революшн» Айо забил свой первый гол за «Торонто».
Из-за травмы передней крестообразной связки колена, полученной на Золотом кубке, он пропустил вторую половину сезона 2021. По окончании сезона 2021 срок контракта Акинолы с «Торонто» истёк, но 20 января 2022 года клуб подписал с игроком новый контракт до конца сезона 2024 с опцией продления на сезон 2025. Пропустив и начало сезона 2022, он вернулся на поле через девять месяцев, 30 апреля в матче против «Цинциннати».
25 июля 2023 года Акинола отправился в аренду в «Сан-Хосе Эртквейкс» на оставшуюся часть сезона 2023 с опцией выкупа до конца сезона 2024 в обмен на место иностранного игрока в сезоне 2023. За «Эртквейкс» он дебютировал 30 июля в матче Кубка лиг 2023 против мексиканского «Тигреса УАНЛ», выйдя на замену во втором тайме вместо Кейда Кауэлла. По окончании сезона 2023 «Сан-Хосе Эртквейкс» отклонил опцию выкупа Акинолы.
7 мая 2024 года Акинола и «Торонто» расторгли контракт по взаимному согласию сторон.
3 июля 2024 года Акинола подписал однолетний контракт с клубом швейцарской Челлендж-лиги «Виль».

## Международная карьера
В 2017 году Акинола в составе сборной США до 17 лет занял второе место на юношеском чемпионате КОНКАКАФ в Панаме. На турнире он сыграл в матчах против команд Ямайки, Кубы, Гондураса, и дважды Мексики. В поединках против ямайцев, мексиканцев и гондурасцев Айо забил четыре гола.
В том же году Акинола принял участие в юношеском чемпионате мира в Индии. На турнире он сыграл в матчах против сборных Индии, Ганы, Колумбии, Парагвая и Англии. В поединке против ганцев Айо отметился забитым мячом.
В 2018 году в составе сборной США до 20 лет Акинола выиграл молодёжный чемпионат КОНКАКАФ. На турнире он сыграл в матчах против команд Мексики, Гондураса и Коста-Рики. В поединках против гондурасцев и костариканцев Айо забил по голу. Попал в символическую сборную турнира.
30 ноября 2020 года Акинола был вызван в сборную США, в тренировочный лагерь, завершавшийся товарищеским матчем со сборной Сальвадора 9 декабря. Выйдя в матче с «Лос Кускатлекос» в стартовом составе, он отметил дебют за звёздно-полосатую дружину, забив гол.
23 декабря 2020 года Акинола принял вызов от сборной Канады, в тренировочный лагерь в январе 2021 года, но не смог поучаствовать в сборе из-за травмы. 18 июня 2021 года Акинола попал в предварительный состав канадской сборной на предстоящий Золотой кубок КОНКАКАФ. 30 июня Канадская футбольная ассоциация подтвердила, что заявка на смену футбольного гражданства Акинолы одобрена. На следующий день, 1 июля, он был включён в финальный состав сборной на Золотой кубок. 15 июля во втором матче группового этапа турнира против сборной Гаити Акинола дебютировал за сборную Канады, выйдя на замену во втором тайме. 18 июля в заключительном матче в группе против сборной США он получил травму колена, и перед стадией плей-офф на его место в состав сборной Канады был вызван Тешо Акинделе.

## Достижения
Командные
«Торонто»
- Победитель Первенства Канады — 2018, 2020

США (до 17)
- Юношеский чемпионат КОНКАКАФ — 2017

США (до 20)
- Молодёжный чемпионат КОНКАКАФ — 2018

Личные
- Символическая сборная молодёжного чемпионата КОНКАКАФ — 2018